# Joanna Maria Chmielewska
Joanna Maria Chmielewska (ur. 1964) – pisarka.
Jest autorką książek dla dzieci (powieści – „Historia srebrnego talizmanu”, „Neska i srebrny talizman”, seria poetycka „Zaczarowane rymowanki”) i dla dorosłych („Poduszka w różowe słonie”, „Sukienka z mgieł”). „Neska i srebrny talizman” - książka nominowana do nagrody literackiej w konkursie Polskiej Sekcji IBBY Książka Roku 2011. „Niebieską niedźwiedzicę” czytelnicy uznali Najlepszą Książką Dziecięcą. „Przecinek i kropka” 2012 (główna nagroda w konkursie Empiku). Prowadzi warsztaty twórczego pisania dla dzieci, młodzieży i dorosłych.